# پرتو کاتدی
هنگامی که دو قطعه فلز کاتد (منفی) آند (مثبت) که دارای ۵۰۰۰ تا ۱۰۰۰۰ ولت اختلاف پتانسیل الکتریکی و در یک محفظه شیشه‌ای بسته باشند، آنگاه در صورت کاهش فشار جو درون محفظه به کمتر از ۰٫۰۰۰۱ اتمسفر برسد، یک پرتو نامریی از قطب منفی به قطب مثبت می‌رود که به آن پرتو کاتدی می‌گویند. با گذاشتن موادی که خاصیت فلوئورسانس دارند در مقابل پرتو، قابل مشاهده می‌شود.
پرتو و درخشش ناشی از بمباران ظرف شیشه ای بوسیله پرتو تولید شده در کاتد است.

## آزمایش تامسون
جوزف جان تامسون در جریان آزمایشی که به نام وی ثبت شده‌است، در سال ۱۹۰۶ میلادی، نسبت بار به جرم ذرات تشکیل دهنده پرتو کاتدی را کشف کرد.

## نگارخانه

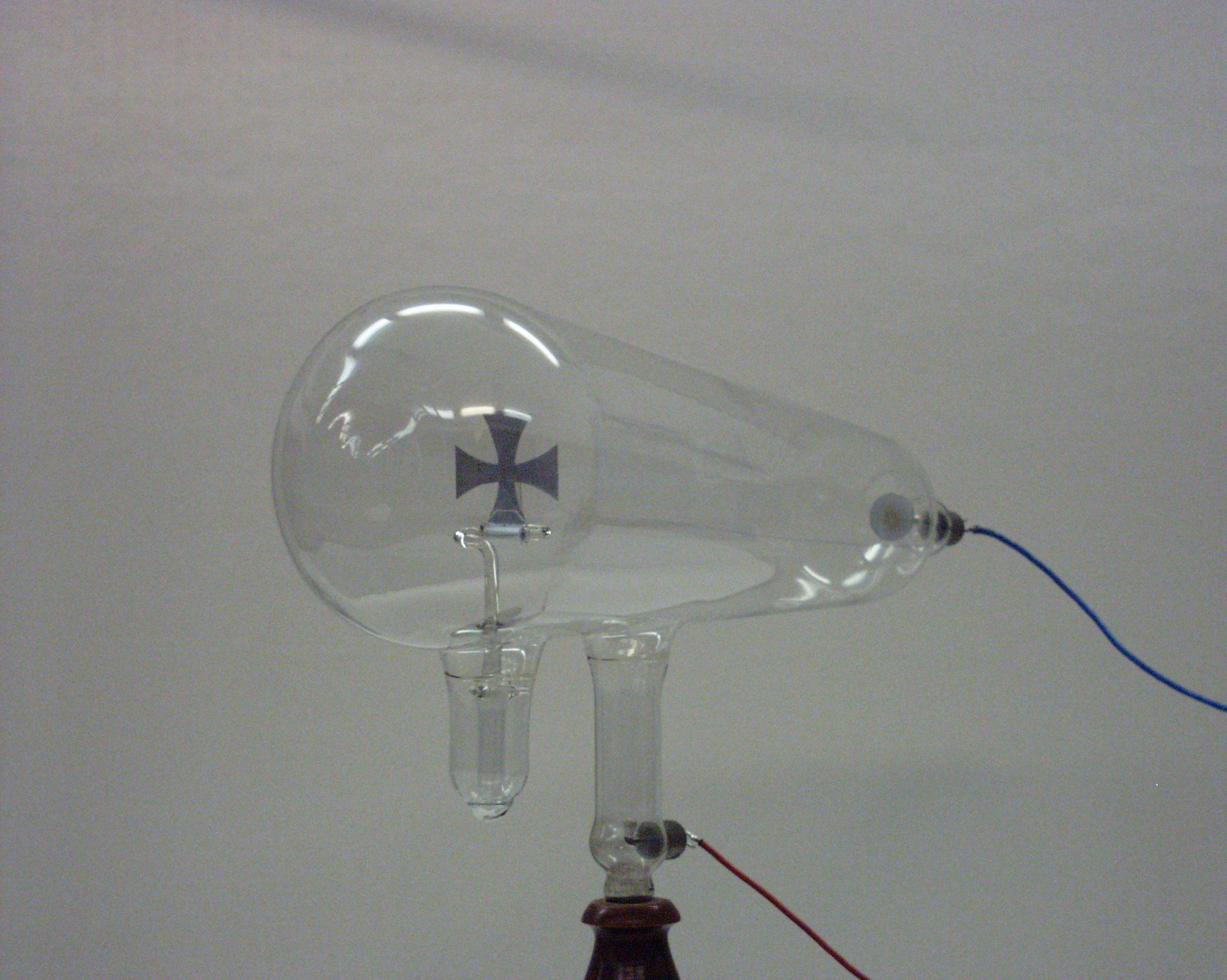
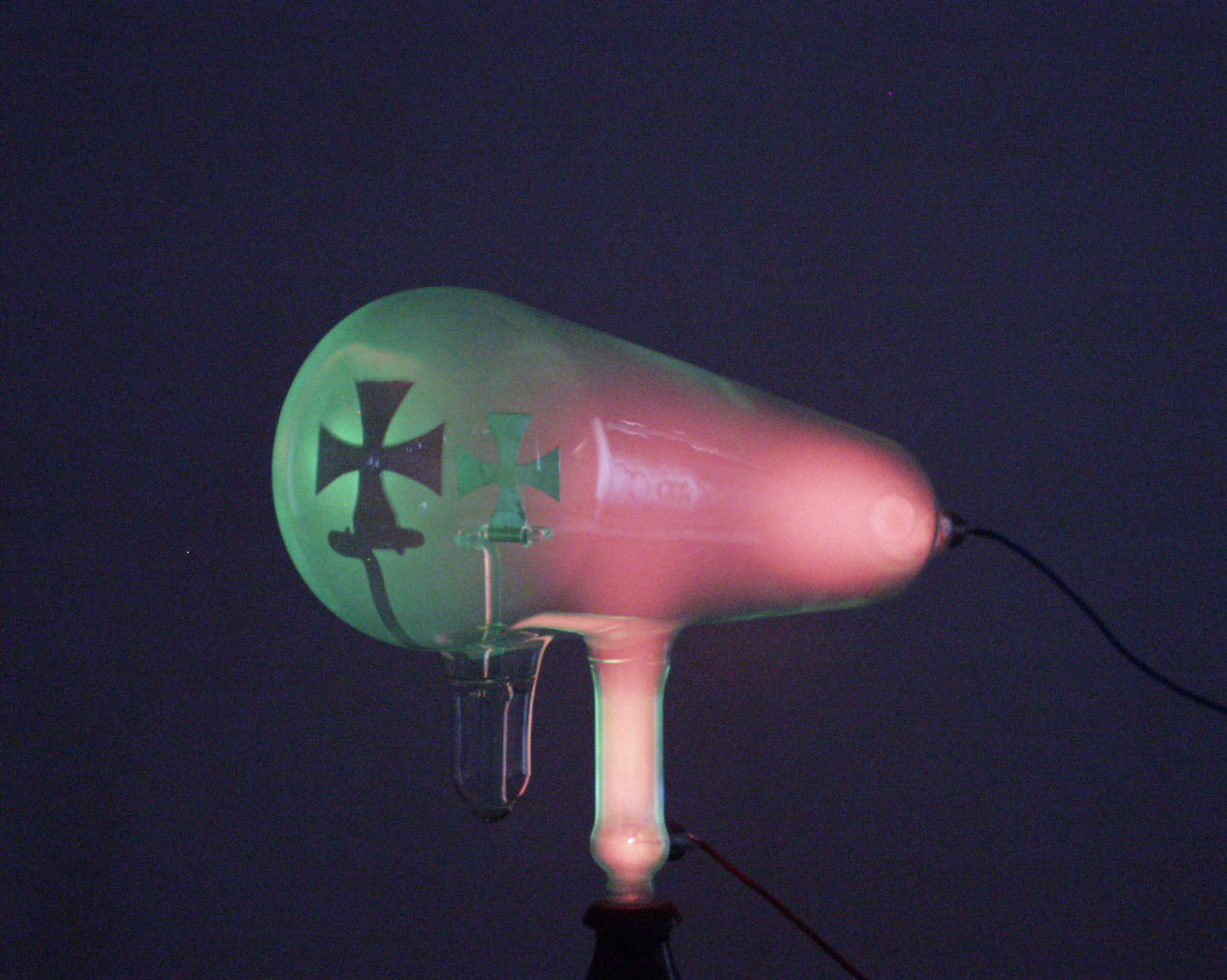
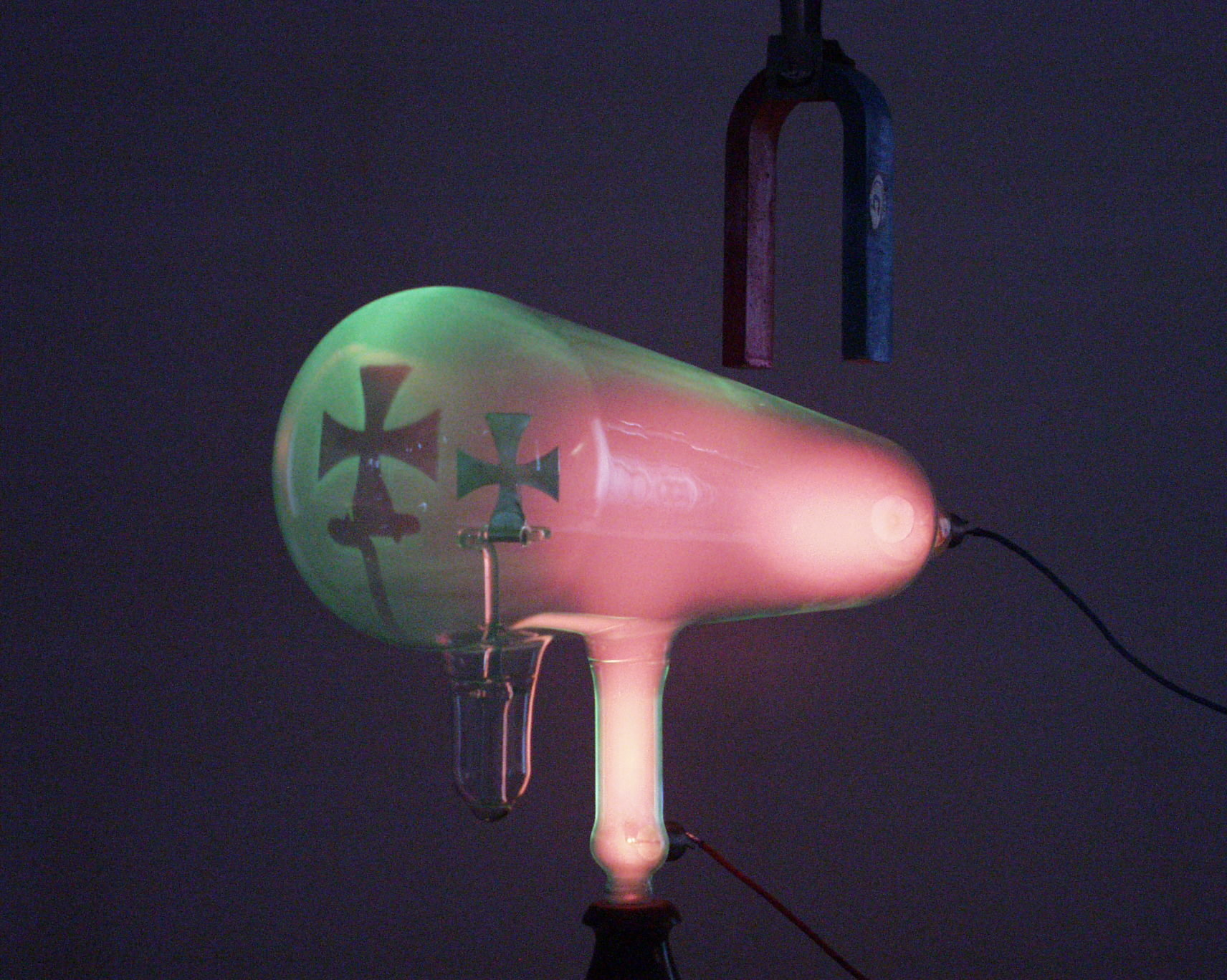
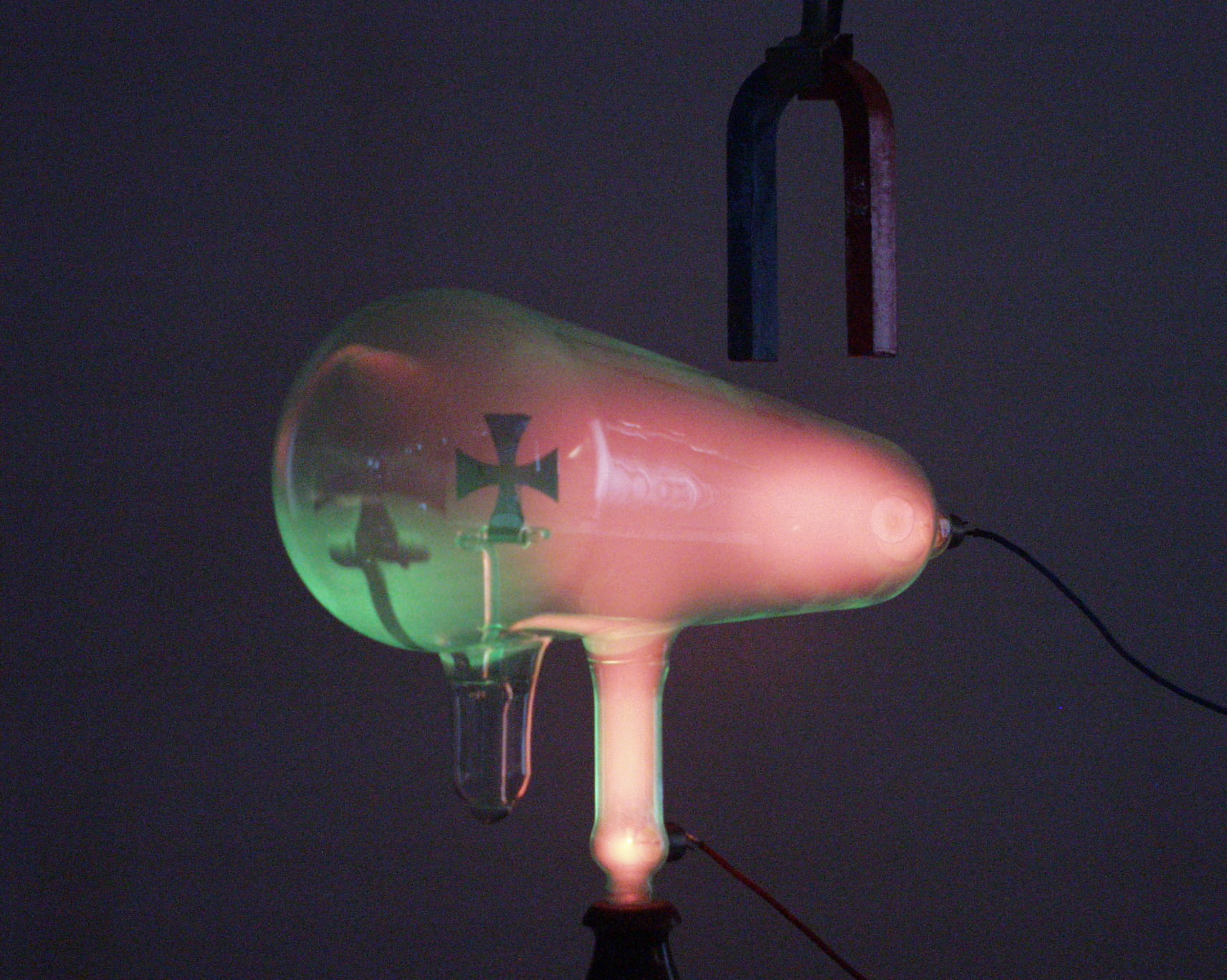